# Jenő Heltai
Jenő Heltai, nascut Jenő Husser (Lugos (comtat de Timiș, Romania), 1879, 16 d'agost – Budapest, 1945, 19 d'abril), fou un actor, director teatral, director general de l'Astra Film Factory.

## Biografia
Ármin Husser (1843-1906) va néixer com a fill de Paula Freund. Va actuar per primera vegada el setembre de 1899 en companyia de Miklós Kunhegyi. Posteriorment va actuar amb Lajos Havi el 1899-1900, a Levoča el 1900-1901, a Érsekújvár el 1901-1902, a Oradea el 1902-1903 i al Teatre Hongarès de 1903 a 1905. Entre 1905 i 1908 va actuar a Kecskemét, el 1908-1909 a Bratislava, el 1910-11 a Arad i entre 1911 i 1916 a Szeged. El 19 d'abril de 1912, va tenir un gran èxit de públic a l'opereta Les Cloches de Corneville a l'Òpera Popular de Budapest, amb el paper del pare Gáspár i també va guanyar el reconeixement de la premsa.
Va arribar a Debrecen el 1916, després va dirigir el teatre de 1917 a 1920. De maig a agost de 1920 va treballar al Metropolitan Orpheum, i el 1920 va ser nomenat director general de l'Astra Film Factory Co. No obstant això, la seva companyia es va declarar en fallida ja el 1921, després de la qual cosa va deixar d'actuar i va obrir una botiga de lloguer de vestuari (que es podia trobar a la guia telefònica de Budapest fins al 1944). El públic el podia veure en papers buffo en operetes. En diverses de les seves obres, va discutir la situació de l'actuació provincial. Va morir el 19 d'abril de 1945 a les 2 de la tarda. La seva tomba es troba al cementiri de Farkasrét (parcel·la 11/6, 1-3/4). La seva esposa va ser Szeréna Kreisler (Szelina), amb qui es va casar el 7 d'abril de 1903 a Budapest, a Terézváros.

## Rols importants
- Mujkó gypsy (Jenő Huszka: Gül Baba);
- Bagó (Pongrác Kacsóh: Joan el Valent);
- Basili (Ferenc Lehár: El comte de Luxemburg).

## Obres més importants
- Viatge a la Lluna. Una fantàstica gran opereta en 3 actes. (Estrenada el 3 d'abril de 1908 a Kecskemét)
- Els actors de Debrecen. Informe sobre l'any 1917–18 (Debrecen, 1918);
- El pla de reforma dels actors hongaresos amb especial atenció als actors de Debrecen (Debrecen, 1919);
- Les crisis dels actors hongaresos des de György Felvinczy (1696) fins a l'actualitat. Un pla per resoldre la crisi (1933)